# Фиксиран оператор
Фиксираният оператор е компания, която предоставя стационарни (фиксирани) телефонни услуги.

## В България
До края на 2002 г. Българската телекомуникационна компания (БТК) е единствения оператор в България с правото да извършва фиксирани телефонни услуги, благодарение на държавно установен монопол. От 1 януари 2003 г. телекомуникационният пазар се либерализира и през юли 2003 г. Комисията за регулиране на съобщенията лицензира първите конкурентни оператори - Орбител, Нетплюс, Първа източна телекомуникационна компания и Глобалтех България. До есента на 2005 година лицензираните телефонни оператори са над 15.
Законът за електронните съобщения дефинира два вида фиксирани телефонни услуги — фиксирана гласова телефонна услуга и достъп до гласова телефонна услуга чрез услугата избор на оператор.
Фиксираната гласова телефонна услуга представлява предоставяне на телефонен пост с градски номер от съответния фиксиран оператор — услугата, която всички познаваме.
Новата услуга за избор на оператор дава възможност на абонат на един оператор да провежда изходящи разговори през мрежата на друг (транзитен). Потребителят получава две алтернативи за указване на транзитния оператор:
- селекция – за всяко обаждане чрез избор на код от вид 010xy пред търсения номер
- преселекция – на абонаментна основа

Към януари 2014 г. оперират следните фиксирани оператори (по азбучен ред) с предоставени групи географски номера от КРС:
- АЙ ТИ ДИ НЕТУЪРК АД
- БЛИЗУ МЕДИА ЕНД БРОУДБЕНД ЕАД тройна услуга (телефон, Интернет и кабелна телевизия) за домашни потребители в някои областни градове
- БУЛСАТКОМ АД

- БЪЛГАРСКА ТЕЛЕКОМУНИКАЦИОННА КОМПАНИЯ ЕАД
- ВАРНА НЕТ ООД
- ВЕСТИТЕЛ БГ АД
- ВИМОБАЙЛ АД
- ВОКСБОУН ЕС ЕЙ (VOXBONE S.A./N.V.)
- ГЛОБЪЛ КОМЮНИКЕЙШЪН НЕТ АД
- ГОЛД ТЕЛЕКОМ БЪЛГАРИЯ АД
- ЕСКОМ (Хасково) ООД
- Източна телекомуникационна компания АД — телефонни постове и селекция за частни и бизнес абонати
- ИНТЕРБИЛД ООД
- ИНТЕРУУТ БЪЛГАРИЯ ЕАД
- ИП ЛЪРЛД КОМЮНИКЕЙШЪНС ООД
- КАБЕЛ САТ-ЗАПАД ООД
- КОСМО БЪЛГАРИЯ МОБАЙЛ ЕАД
- МОБИЛТЕЛ ЕАД
- Некском България ЕАД
- НЕТ 1 ЕООД
- НЕТ ИС САТ ООД
- НЕТ-КЪНЕКТ ИНТЕРНЕТ ЕООД
- НЕТУЪРКС - БЪЛГАРИЯ ЕООД
- НЕТФИНИТИ ЕАД
- НОВАТЕЛ ЕООД
- ОРБИТЕЛ ЕАД - телефонни постове за бизнес абонати във всички областни градове и селекция за домашни потребители
- ТЕЛЕКАБЕЛ АД
- ТЕЛЕКОМ 1 ООД
- ТЕЛЕКОМУНИКАЦИОННА КОМПАНИЯ ВАРНА ЕАД
- ТРИТЕЛ ООД
- COMPATEL LIMITED
- PREMIUM NET INTERNATIONAL S.R.L.